# 対人地雷の使用、貯蔵、生産及び移譲の禁止並びに廃棄に関する条約
対人地雷の使用、貯蔵、生産及び移譲の禁止並びに廃棄に関する条約（たいじんじらいのしよう ちょぞう せいさんおよびいじょうのきんしならびにはいきにかんするじょうやく、英語: Convention on the Prohibition of the Use, Stockpiling, Production and Transfer of Anti-Personnel Mines and on their Destruction）は、対人地雷を規制する国際条約のことである。対人地雷禁止条約（たいじんじらいきんしじょうやく、英語: Convention on the Prohibition of Anti-Personnel Mines）、オタワ条約（オタワじょうやく、英語: Ottawa Treaty）などとも呼ばれる。
2025年8月現在、166カ国が署名し批准している。

## 内容
この条約は、対人地雷の使用、開発、生産、貯蔵、保有、移譲などを禁止している。
締約国は、この条約で禁止されている活動について他国を援助、勧誘、奨励することを禁止される。
締結国は、全ての対人地雷を廃棄し、撤廃を確保しなければならず、そのための立法上、行政上、その他のあらゆる適当な措置（罰則を設けることを含む）をとる義務がある。

## 経過
1991年、アメリカのNGO・米国ベトナム退役軍人財団とドイツのNGOメディコインターナショナルが対人地雷全面禁止に向けてキャンペーンを立ち上げることで合意したことが端緒となり、1992年に欧米の6団体がニューヨークで「地雷禁止国際キャンペーン」（ICBL）を発足、以後世界的な運動となる。1995年には、世界初の「対人地雷の製造、使用、輸出、移譲禁止法」がベルギーで成立し、EUが対人地雷禁止に向けて共同行動を決定、1996年にカナダのオタワで対人地雷全面禁止に向けた国際会議が開かれ、1997年9月18日に対人地雷禁止条約の起草会議がオスロで開かれ、条文が作成された。
ICBLとコーディネーターのジョディ・ウィリアムズはその活動が評価され、1997年のノーベル平和賞を受賞した。（ICBLには60ヵ国以上から1000を超えるNGOが参加していた。）
- 1997年12月3日 オタワにて署名
- 1999年3月1日 効力発生（40ヶ国目の批准書の寄託から6ヶ月目より効力が発生）

なお日本は1997年12月3日に署名、1998年9月30日に批准、1998年10月28日に公布（条約第15号）、1999年3月1日に発効。

## 運用検討会議
2004年11月29日から12月3日まで、ケニア・ナイロビで条約初の運用検討会議が開かれた。会議では、地雷廃絶に向けた今後の取り組みが議論され、ナイロビ宣言および今後5年間の行動計画が採択された。この会議は、「ナイロビ・サミット」とも呼ばれ、締約国143カ国の代表が出席した。日本は、今回の会議で、貯蔵地雷の破壊を監督する常設委員会の幹事に立候補しており、承認されれば2006年から委員会の共同議長国となる。
その後、2009年11月30日から12月4日までコロンビア・カルタヘナで、2014年6月23日から6月27日までモザンビーク・マプトでで運用検討会議が開かれた。

## 影響と課題
世界の対人地雷の推定数は、条約が発効した1999年の約1億6000万個から、2017年には約5,000万個まで減少した。しかし課題として、大国の不参加、条約に縛られない非国家勢力による地雷の使用、即席爆発装置(IED)による被害の急増、国際社会の支援低下などが挙げられている。
参加国は2025年7月現在、加盟 166ヵ国、署名済・未批准 0ヵ国、未署名 32ヵ国だが、未署名には世界有数の保有国・輸出国で安全保障理事会常任理事国のアメリカ合衆国、ロシア、中華人民共和国や、軍事的緊張の高いインドとパキスタン、朝鮮民主主義人民共和国と大韓民国、イスラエルとエジプト・イラン・シリア・サウジアラビアなどの中東諸国が含まれている。アメリカ合衆国は2009年に一度拒否したが、2014年6月27日に加盟時期を明言せず、オタワ条約に加盟する方針を表明し、以後20年ほどで対人地雷を使えなくする方針としている。またフィンランドやウクライナ、ポーランドに脱退の動きがある。

### ロシアのウクライナ侵攻
2022年ロシアのウクライナ侵攻では、ロシア軍が対人地雷を使用。これに対抗して2024年には、ウクライナも対人地雷の供給をアメリカに求めた。
2025年3月18日、ポーランドとリトアニア、ラトビア、エストニアの国防相は、ロシアの脅威増大と安全保障環境の不安定化を理由に対人地雷禁止条約から離脱する方針を表明した。2025年4月1日、フィンランド政府は同条約から脱退する方針を発表した。